# Aponogeton rigidifolius
Aponogeton rigidifolius är en enhjärtbladig växtart som beskrevs av H.Bruggen. Aponogeton rigidifolius ingår i släktet Aponogeton och familjen Aponogetonaceae. Inga underarter finns listade.